# Helena Płotnicka
Helena Płotnicka (ur. 22 października 1902 w Strzemieszycach Wielkich, zm. 17 marca 1944 w KL Auschwitz) – jedna z głównych konspiratorek przyobozowych niemieckiego obozu koncentracyjnego Auschwitz-Birkenau.

## Życiorys
Córka Karola i Konstancji z domu Gestner. Mieszkała w Przecieszynie, wsi w gminie Brzeszcze. Pracowała dla Armii Krajowej i Batalionów Chłopskich, w działalność konspiracyjną zaangażowała też swoje córki. Zajmowała się dostarczaniem więźniom żywności, lekarstw, doręczaniem korespondencji. Za tę działalność została aresztowana 15 marca 1943 i osadzona w Auschwitz (numer 65492), zginęła w obozie 17 marca 1944 roku.